# مكمافيا
مكافيا هو مسلسل دراما من ثمان حلقات من إنتاج البي بي سي  تم إنشاؤه من قبل حسين اميني وجيمس واتكينز وإخراج جيمس واتكينز. المسلسل مستوحى من كتاب مكمافيا: رحلة عبر عالم الجريمة (2008) من كتابة الصحفي  ميشا جليني. المسلسل من بطولة جيمس نورتون بدور أليكس غودمان ابن زعيم مافيا روسية. وهو إنتاج مشترك من قبل بي بي سي، AMC وكوبا بيكتشرز. عُرض على بي بي سي واحد في 1 يناير 2018.

## طاقم التمثيل
- جيمس نورتون بدور أليكس غودمان.
- ديفيد ستراثيون بدور سيميون كليمان، رجل أعمال إسرائيلي
- ديفيد دينك بدور بوريس غودمان
- جولييت رايلانس بدور ريبيكا هاربر.
- أوشري كوهين بدور جوزيف.
- نواز الدين صديقي
- كاريل رودن بدور كاريل بينيس.

## وصلات خارجية
- مكمافيا على موقع IMDb (الإنجليزية)
- مكمافيا على موقع ميتاكريتيك (الإنجليزية)
- مكمافيا على موقع روتن توميتوز (الإنجليزية)
- مكمافيا على موقع كينوبويسك (الروسية)
- مكمافيا على موقع ألو سيني (الفرنسية)
- مكمافيا على موقع قاعدة بيانات الفيلم (الإنجليزية)

1. 1 2  McMafia: A Journey Through the Global Criminal Underworld by Misha Glenny نسخة محفوظة 06 يناير 2018 على موقع واي باك مشين.
2. ↑  Internet Movie Database (بالإنجليزية), QID:Q37312
3. ↑  "First look image released for BBC One's McMafia". BBC. BBC. 2 فبراير 2017. مؤرشف من الأصل في 2017-12-24. اطلع عليه بتاريخ 2017-05-22.
4. ↑  Bryant، Adam. "AMC Releases First Photo From Upcoming Series McMafia". AMC. AMC. مؤرشف من الأصل في 2017-11-07. اطلع عليه بتاريخ 2017-05-22.
5. ↑  "Here's a look at the new James Norton spy thriller McMafia, coming soon". The Sun. 11 مايو 2017. مؤرشف من الأصل في 2017-06-30. اطلع عليه بتاريخ 2017-05-22.